# Superschwärze
Superschwärze ist eine Oberflächenbehandlung, die im National Physical Laboratory im Vereinigten Königreich entwickelt wurde. Es reflektiert viel weniger Licht als die dunkelsten, konventionellen mattschwarzen Farben, die es bis zu diesem Zeitpunkt gab.
Herkömmliche schwarze Farbe absorbiert etwa 97,5 % des einfallenden Lichts. Das Superschwarz absorbiert ca. 99,6 % Licht bei normaler Inzidenz. Bei anderen Einfallswinkeln ist Superschwarz sogar noch effektiver. So absorbiert es beispielsweise in einem Winkel von 45° fast 99,9 % des Lichtes.
Die für Superschwarz verwendete Technik basiert auf dem chemischen Ätzverfahren einer Nickel-Phosphor-Legierung.

## Anwendung
Anwendungen für Superschwarz finden z. B. in spezialisierten optischen Instrumenten Platz, um unerwünschte Reflexionen zu reduzieren. Der Nachteil dieses Materials ist jedoch seine geringe optische Dicke, da es sich um eine Oberflächenbehandlung handelt. Infolgedessen dringt Infrarotlicht mit einer Wellenlänge, die länger als ein paar Mikrometer ist, durch die dunkle Schicht durch und besitzt eine viel höhere Reflektivität. Die angegebene spektrale Abhängigkeit steigt von etwa 1 % bei 3 μm auf 50 % bei 20 μm an.

## Alternativen
Im Jahr 2009 wurde ein Konkurrent zum superschwarzen Material auf der Basis von Kohlenstoff-Nanoröhrchen namens Vantablack entwickelt, welches ein relativ flaches Reflexionsvermögen in einem breiten Spektralbereich aufweist.
Im Jahr 2011 begannen die NASA und die US-Armee, die Forschung in der Verwendung von Nanoröhren-basierten Super-Schwarz-Beschichtungen in empfindlicher Optik zu finanzieren.
Nanotube-basierte Superblack-Arrays und Beschichtungen sind seit kurzem im Handel erhältlich.